# جوناثان شابمان
جوناثان شابمان (بالإنجليزية: Jonathan Chapman)‏ هو سياسي أمريكي، ولد في 23 يناير 1807، وتوفي في 25 مايو 1848. حزبياً، نشط في حزب اليمين. وقد انتخب عمدة بوسطن ‏.